# Fatou la Malienne
Pour les articles homonymes, voir Fatou (homonymie).
Pour plus de détails, voir Fiche technique et Distribution.
Fatou la Malienne est un téléfilm français réalisé par Daniel Vigne, diffusé le 14 mars 2001 sur France 2.

## Synopsis
Fatou vient de décrocher son bac mais n'envisage pas d'études supérieures. Elle a une idée bien arrêtée de son avenir : devenir coiffeuse dans la mode. En attendant, elle œuvre avec succès dans un salon de coiffure de quartier.
Ses parents s'inquiètent pourtant de son avenir et la communauté encore davantage. On ne tarde pas à trouver un mari à Fatou. Tandis que les préparatifs s'engagent, la famille tente de convaincre la jeune fille de l'inéluctable.

## Fiche technique
- Titre : Fatou la Malienne
- Réalisation : Daniel Vigne
- Scénario : Chantal Renaud
- Production : Fabienne Servan-Schreiber
- Sociétés de production : Cinétévé, France 2
- Musique : Ray Lema
- Photographie : Flore Thulliez
- Montage : Thierry Simonnet
- Décors : Régis Nicolino
- Directrice de casting : Meiji U Tum'si
- Assistant du directeur de casting : West Gomez
- Costumes : Marie-Françoise Perochon
- Pays d'origine : France
- Langue originale : Français
- Format : Couleur - Stéréo
- Genre : Drame
- Durée : 98 minutes
- Date de diffusion : 14 mars 2001 sur France 2

## Distribution
- Fatou N'Diaye : Fatou Kebe
- Paulin Fodouop : Bakari
- Élodie Navarre : Gaëlle, amie de Fatou
- Mariam Kaba : Aminata Kebe, mère de Fatou
- Pascal Nzonzi : Kebe, père de Fatou
- Diouc Koma : Sidi Kebe, frère de Fatou
- Meiji U Tum'si: Maranna
- Maimouna Coulibaly : Maimouna
- Laurentine Milébo : Ma Sali, tante de Fatou
- Claudia Tagbo : Hawa Kebe, tante de Fatou
- Faïza Younsi : Leila, amie de Fatou
- Damien Ferrette : Yann
- West Gomez : le mari de Maimouna

## Distinctions
- FIPA 2001 : FIPA d'or
- Sept d'or 2001 : Meilleur film de télévision
- Emmy Awards 2001 : Nomination meilleur drame

## Suite
Il y a une suite Fatou, l'espoir, tournée en 2003.